# Hippasterinae
De Hippasterinae zijn een onderfamilie van zeesterren uit de familie Goniasteridae.

## Geslachten
- Evoplosoma Fisher, 1906
- Gilbertaster Fisher, 1906
- Hippasteria Gray, 1840
- Sthenaster Mah, Nizinski & Lundsten, 2010